# Estação Canal del Norte
A Estação Canal del Norte é uma das estações do Metrô da Cidade do México, situada na Cidade do México, entre a Estação Consulado e a Estação Morelos. Administrada pelo Sistema de Transporte Colectivo, faz parte da Linha 4.
Foi inaugurada em 29 de agosto de 1981. Localiza-se no cruzamento do Eixo 2 Oriente com a Rua Talabarteros. Atende os bairros Ampliación Michoacana e Janitzio, situados na demarcação territorial de Venustiano Carranza. A estação registrou um movimento de 3.252.661 passageiros em 2016.